# Curaçao
Curaçao (neerlandès: Curaçao, papiament: Kòrsou) és una illa de la mar Carib, a prop de la costa veneçolana, i un dels països constituents del Regne dels Països Baixos. La capital és Willemstad i té uns 150.000 habitants. La llengua oficial és el neerlandès, malgrat que la que més s'hi parla és el papiament.
Va formar part de les Antilles Neerlandeses fins a la seva dissolució, el 10 d'octubre de 2010.

## Geografia
Composta en gran part de restes de corall, Curaçao és situada a l'extrem sud de la mar Carib. Amb Bonaire i Aruba forma les illes ABC, de les quals Curaçao és la més gran. El seu punt més alt és el puig Sint Christoffelberg (375 m), situat al nord-oest de l'illa.
Al sud-est de la costa de Curaçao hi ha l'illa deshabitada de Petit Curaçao (Klein Curaçao), considerada un bon lloc per a la pràctica del submarinisme.